# Kraniektomia
Kraniektomia – operacyjne otwarcie czaszki w celu uzyskania dostępu neurochirurgicznego do mózgowia. W kraniektomii część kości czaszki usunięta przy jej otwieraniu nie jest umieszczana z powrotem na miejscu, co odróżnia kraniektomię od kraniotomii.